# 이십각형

정이십각형

'이십각형'(二十角形)은 변이 20개인 다각형이다. 이십각형의 내각의 합은 3240도이고, 정이십각형의 한 각의 크기는 162도이므로, 한 외각의 크기는 18도이다.

## 넓이 공식
- 한 변의 길이가 {\displaystyle t}일 때

{\displaystyle A=5t^{2}\cot {\frac {\pi }{20}}\simeq 31.5688\,t^{2}.}
- 반지름의 길이가 {\displaystyle R}인 원에 내접할 때

{\displaystyle A=20R^{2}\sin {\frac {\pi }{10}}={\frac {5R^{2}}{2}}({\sqrt {5}}-1)}
정오각형과 정십각형의 작도가 가능하므로 정이십각형은 작도가 가능하다.